# Zabrachia mexicana
Zabrachia mexicana är en tvåvingeart som beskrevs av James 1980. Zabrachia mexicana ingår i släktet Zabrachia och familjen vapenflugor. Inga underarter finns listade i Catalogue of Life.